# Abdy Bäşimow
Abdy Bäşimow (Aşgabat, 12 dicembre 1995) è un calciatore turkmeno, difensore dell'Arkadag.

## Carriera

### Club
Ha giocato nella massima serie turkmena ed in quella uzbeka. Nel 2019 ha giocato 4 partite nella Coppa dell'AFC.

### Nazionale
Nel 2019 ha esordito in nazionale, nella partita di qualificazione ai Mondiali persa per 2-1 sul campo del Libano; il 19 novembre 2019 realizza la sua prima rete in nazionale, nella partita di qualificazione ai Mondiali vinta per 2-0 in casa contro lo Sri Lanka.

## Statistiche

### Cronologia presenze e reti in nazionale
| Cronologia completa delle presenze e delle reti in nazionale ― Turkmenistan | Cronologia completa delle presenze e delle reti in nazionale ― Turkmenistan | Cronologia completa delle presenze e delle reti in nazionale ― Turkmenistan | Cronologia completa delle presenze e delle reti in nazionale ― Turkmenistan | Cronologia completa delle presenze e delle reti in nazionale ― Turkmenistan | Cronologia completa delle presenze e delle reti in nazionale ― Turkmenistan | Cronologia completa delle presenze e delle reti in nazionale ― Turkmenistan | Cronologia completa delle presenze e delle reti in nazionale ― Turkmenistan |
| Data                                                                        | Città                                                                       | In casa                                                                     | Risultato                                                                   | Ospiti                                                                      | Competizione                                                                | Reti                                                                        | Note                                                                        |
| --------------------------------------------------------------------------- | --------------------------------------------------------------------------- | --------------------------------------------------------------------------- | --------------------------------------------------------------------------- | --------------------------------------------------------------------------- | --------------------------------------------------------------------------- | --------------------------------------------------------------------------- | --------------------------------------------------------------------------- |
| 10-10-2019                                                                  | Beirut                                                                      | Libano                                                                      | 2 – 1                                                                       | Turkmenistan                                                                | Qual. Mondiali 2022                                                         | -                                                                           |                                                                             |
| 15-10-2019                                                                  | Al Kuwait                                                                   | Kuwait                                                                      | 1 – 1                                                                       | Turkmenistan                                                                | Amichevole                                                                  | -                                                                           | 46’                                                                         |
| 14-11-2019                                                                  | Aşgabat                                                                     | Turkmenistan                                                                | 3 – 1                                                                       | Corea del Nord                                                              | Qual. Mondiali 2022                                                         | -                                                                           |                                                                             |
| 19-11-2019                                                                  | Aşgabat                                                                     | Turkmenistan                                                                | 2 – 0                                                                       | Sri Lanka                                                                   | Qual. Mondiali 2022                                                         | 1                                                                           |                                                                             |
| Totale                                                                      |                                                                             | Presenze                                                                    | 4                                                                           |                                                                             | Reti                                                                        | 1                                                                           |                                                                             |

## Palmarès

### Club

#### Competizioni nazionali
- Ýokary Liga: 2

Arkadag: 2023, 2024
- Coppa del Turkmenistan: 2

Arkadag: 2023, 2024
- Supercoppa del Turkmenistan: 1

Arkadag: 2024

#### Competizioni internazionali
- AFC Challenge League: 1

Arkadag: 2024-2025